# Klatovy (stacja kolejowa)
Klatovy – stacja kolejowa w Klatovach, w kraju pilzneńskim, w Czechach. Jest największą i główną stacją w mieście, położoną w północno-zachodniej części miasta. Znajduje się na wysokości 400 m n.p.m.
Na stacji istnieje możliwość zakupu biletów na wszystkiego rodzaju pociągi oraz rezerwacji miejsc. 

## Linie kolejowe
- 183 Plzeň - Klatovy - Železná Ruda-Alžbětín
- 185 Horažďovice předměstí - Domažlice